# Zollhaus (Uttenhofen)
Zollhaus ([ˈt͡sɔlˌhaʊ̯s] ) ist eine Wüstung auf dem Gemeindegebiet der Stadt Uffenheim im Landkreis Neustadt an der Aisch-Bad Windsheim (Mittelfranken, Bayern).

## Lage
Die Einöde lag auf einer Höhe von 341 m ü. NHN am linken Ufer der Gollach und war von Acker- und Grünflächen umgeben. Ein Weg führt 700 Meter südwestlich nach Uttenhofen. Heute erinnert die Flurbezeichnung Zollbuck an den Ort.

## Geschichte
Zollhaus wurde 1424 als „Hemelsteg“ erstmals urkundlich erwähnt. 1631 wurde der Ort „Homelsteeg Zollstet“, 1799 „Hummelsteig“ genannt. Vermutlich konnten die im benachbarten Schafhof gehaltenen Hammel über diesen Steg über die Gollach zu den Wiesen getrieben werden. Der Ort lag im Fraischbezirk des ansbachischen Oberamtes Uffenheim.
Von 1797 bis 1808 unterstand Zollhaus dem preußischen Justiz- und Kammeramt Uffenheim. 1806 kam der Ort an das Königreich Bayern. Mit dem Gemeindeedikt (frühes 19. Jahrhundert) wurde Zollhaus dem Steuerdistrikt Ulsenheim und der Ruralgemeinde Uttenhofen zugewiesen. 1919 wurde das Anwesen abgebrochen.

### Einwohnerentwicklung
| Jahr      | 001818 | 001836 | 001840 | 001861 | 001871 | 001885 |
| Einwohner | 6      | 3      | 3      | 3      | 7      | 5      |
| Häuser    | 1      | 1      | 1      |        |        | 1      |
| Quelle    | [ 5 ]  | [ 9 ]  | [ 10 ] | [ 11 ] | [ 12 ] | [ 13 ] |

## Religion
Der Ort war seit der Reformation evangelisch-lutherisch geprägt und gehörte zur Kirchengemeinde St. Matthäus (Uttenhofen).

## Weblink
- Zollhaus in der Ortsdatenbank des bavarikon, abgerufen am 19. August 2021.